# Sandager
Sandager är en ort i Region Syddanmark i Danmark. Orten hade 200 invånare (2016). Den ligger i Assens kommun på ön Fyn.